# Micrurus bocourti
Micrurus bocourti är en ormart som beskrevs av Jan 1872. Micrurus bocourti ingår i släktet korallormar och familjen giftsnokar. Inga underarter finns listade i Catalogue of Life.
Arten förekommer i västra Ecuador och nordvästra Peru vid Stilla havet. Kanske även i nordvästra Colombia.